# John Lanchbery
John Lanchbery (Londra, 15 maggio 1923 – Melbourne, 27 febbraio 2003) è stato un arrangiatore, direttore d'orchestra e compositore britannico con cittadinanza australiana.

## Biografia
Nato e cresciuto a Londra, nel 1942 vinse una borsa di studio per la Royal Academy of Music, dove fu allievo di Henry Wood. Dopo aver combattutto con i Royal Armoured Corps durante la seconda guerra mondiale, proseguì gli studi fino alla laurea e poi insegnò musica per qualche anno alla sua vecchia scuola, l'Alleyn's School.
Dal 1948 al 1950 fu il direttore d'orchestra dell'English Metropolitan Ballet, grazie a cui si avvicinò al mondo del balletto e cominciò a lavorare a stretto contatto con coreografi come Celia Franca. In questo periodo scrisse anche la sua prima partitura per un balletto originale, The Eve of St Agnes, uno dei primi balletti commissionati e trasmessi sulla BBC. Nel 1951 si unì al Sadler's Wells Theatre Ballet, dove si fece apprezzare per le sue orchestrazioni e arrangiamenti per i primi balletti di Kenneth MacMillan.
Lanchbery si affermò come uno dei più apprezzati direttori d'orchestra per balletti, diventato molto richiesto e apprezzato dai maggiori ballerini del secondo Novecento, tra cui Rudol'f Nureev, che lo considerava il miglior direttore di sempre. Tra il 1959 e il 1972 fu il direttore d'orchestra principale del Royal Ballet al Covent Garden e anche dopo aver lasciato la carica continuò a condurre l'orchestra della compagnia regolarmente fino al 2001. 
In aggiunta al suo acclamato lavoro nella fossa d'orchestra, Lanchbery era molto richiesto dai coreografi per riarrangiare e orchestrare musiche già esistenti per renderle adatte a nuovi balletti. Nel 1960 compose nuove orchestrazioni per La fille mal gardée per un nuovo allestimento di Frederick Ashton, mentre nel 1966 Nureev gli chiese di creare nuovi arrangiamenti della partitura del Don Chisciotte di Ludwig Minkus. Tuttavia il suo capolavoro fu il Mayerling di Kenneth MacMillan (1978), per cui orchestrò e riarrangiò una trentina di composizioni di Liszt in un'unica partitura organica.
Tra il 1972 e il 1978 fu il direttore d'orchestra principale dell'Australian Ballet e in questo periodò continuò a lavorare con Frederick Ashton e scrivere, dirigere e arrangiare colonne sonore per il cinema, lavorando a film come Nijinsky e Due vite, una svolta. Tra il 1978 e il 1980 fu il direttore d'orchestra dell'American Ballet Theatre, che usò oltre una dozzina dei suoi arrangiamenti tra il 1962 e il 2002. Nel corso della sua carriera diresse l'orchestra in teatri prestigiosi in Asia e in Europa, tra cui al Teatro Bol'šoj e il Teatro alla Scala.
Nel 1951 sposò la ballerina Elaine Fifield, da cui ebbe la figlia Margaret. Dopo il divorzio nel 1960, Lancbery fece coming out ed ebbe una relazione con Thomas Han fino alla morte.